# مارك تومسون (مؤرخ)
مارك تومسون (بالإنجليزية: Mark Thompson)‏ هو مؤرخ بريطاني، ولد في 12 مارس 1959 في شفيلد في المملكة المتحدة.